# Igloo
 (mai 2016).
Si vous disposez d'ouvrages ou d'articles de référence ou si vous connaissez des sites web de qualité traitant du thème abordé ici, merci de compléter l'article en donnant les références utiles à sa vérifiabilité et en les liant à la section « Notes et références ».
Pour les articles homonymes, voir Igloo (homonymie).

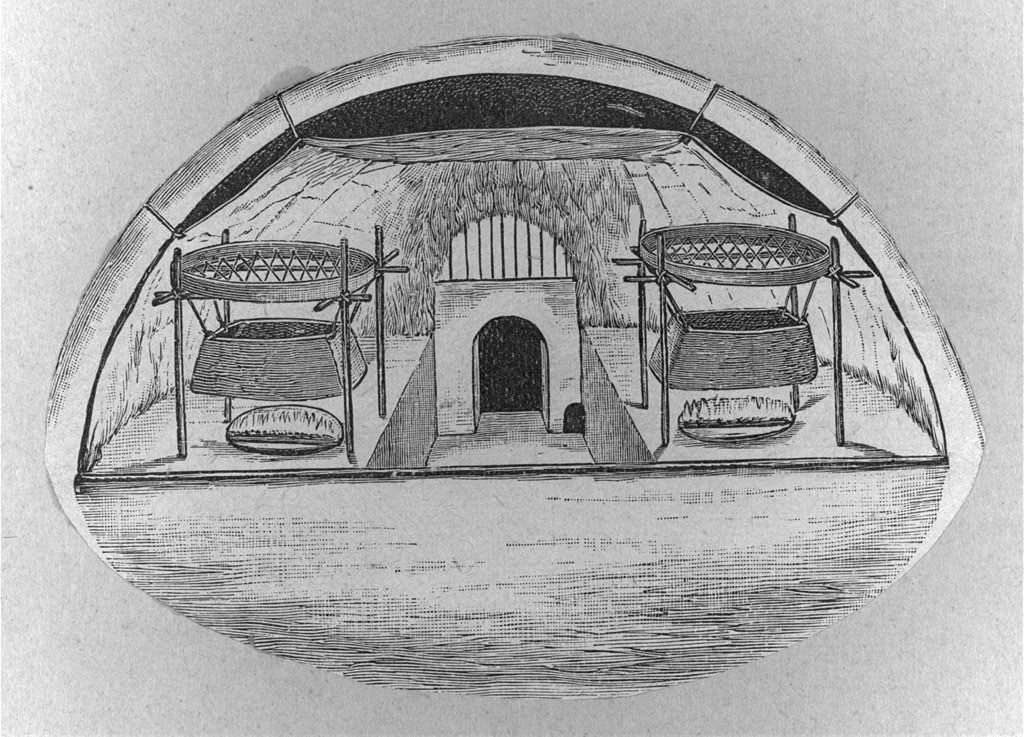
L'intérieur d'un igloo en Alaska, dessiné en 1916.

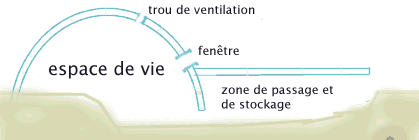
Plan de coupe d'un igloo.

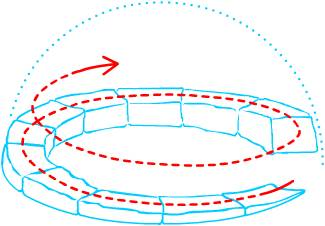
Échafaudage des blocs en spirale.

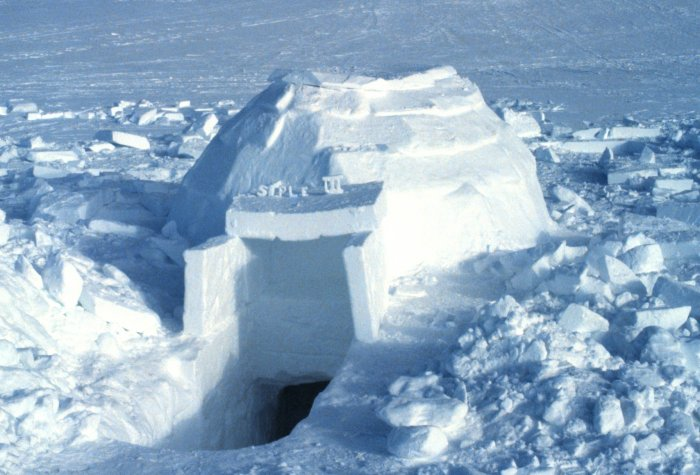
Un igloo.

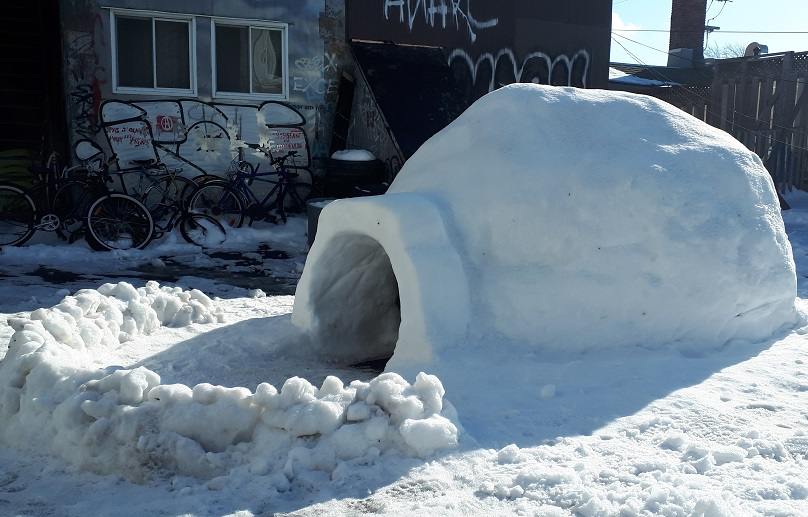
Igloo urbain.

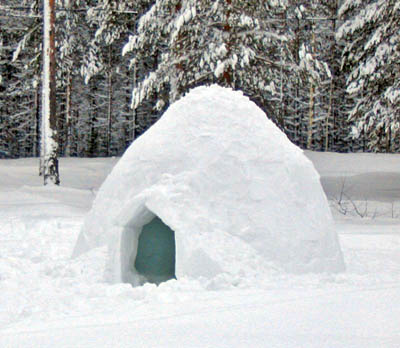
Un autre igloo.

Détail de l'intérieur (musée d'Oslo).

Un igloo ou iglou (de l’inuktitut : ᐃᒡᓗ, iglu, « maison ») désigne un abri construit en blocs de neige (l’igloo de neige, le plus connu).
Traditionnellement associé aux Inuits — peuple autochtone de l'Extrême Nord du Canada — l'igloo adopte habituellement la forme d’un dôme. Jadis utilisé durant l’hiver comme abri temporaire, il est aujourd'hui d'usage plus récréatif qu'utilitaire.
En raison des excellentes propriétés isolantes de la neige, l’intérieur d’un iglou s’avère étonnamment confortable, y compris au niveau acoustique.

## Orthographe
Le nom commun « igloo », prononcé /i.glu/ en français, provient de l'inuktitut ᐃᒡᓗ, iglu. En français, le terme « igloo » a été emprunté à la translittération anglaise au XIXe siècle.
Les recommandations orthographiques de 1990 ont introduit la graphie ‹ iglou ›, jugée plus conforme aux usages du français. Ces recommandations peinent à s'imposer, et, en français contemporain, les graphies ‹ iglou › et ‹ igloo › se concurrencent dans l'usage,.  La linguiste canadienne Denise Contant, dans le Grand vadémécum de l'orthographe moderne recommandée, considère qu'‹ iglou › est une forme plus française  qu'‹ igloo ›.
En 2016, le dictionnaire nord-américain Usito place en premier la graphie ‹ iglou ›, à l’inverse du Dictionnaire de l’Académie française, ou du Trésor de la langue française, qui ne considèrent que la forme ‹ igloo ›. L'Office québécois de la langue française admet les deux graphies mais recommande ‹ iglou ›.

## Architecture
La neige utilisée pour construire un igloo doit avoir une résistance structurelle suffisante pour être découpée et façonnée en blocs qui seront  empilés. La meilleure neige à employer est celle qui a une bonne cohésion, travaillée par le vent, ce qui rend les cristaux de glace compacts. On utilise généralement les blocs de neige extraits du trou pratiqué au sommet pour façonner la partie inférieure de l’abri.
Les blocs de neige nécessaires à la construction de l'igloo sont confectionnés sur une zone appelée carrière. Préalablement damée à l'aide des skis, elle permet d'y extraire des blocs découpés à l’aide d'une scie. Les blocs de neige doivent mesurer environ un mètre de long, 40 cm de haut et 20 cm de large. Pour les acheminer jusqu'à la zone de construction du dôme, on peut utiliser deux skis en guise de palettes de transport pour éviter de les briser accidentellement.    Pour faciliter la construction d'un dôme, il est conseillé de les poser en spirale.
La construction d'un igloo s'achève par la pose du dernier bloc qui constitue la clé de voûte qui  verrouille l'ensemble. C'est la phase essentielle du montage qui peut se solder par un écroulement si l'abri a été mal conçu et mal monté dès le départ.  
L’entrée doit se situer le plus bas possible pour éviter que le vent glacial s'engouffre dans l'abri et utilise l'effet de lac d'air froid qui permet une inversion de température entre l'intérieur et l'extérieur. On peut y bâtir un petit tunnel — voire un vestibule — pour se protéger du vent et de la perte de chaleur quand on ouvre la porte. Des trous de ventilation sont indispensables au renouvellement de l’air. 
Une fois l'igloo construit et avant de l'occuper, l'intérieur doit être parfaitement lissé afin que les éventuelles imperfections de construction ne produisent des fuites, sous forme de goutte à goutte, extrêmement inconfortables pour les occupants. 
Dans certains igloos, notamment ceux près du détroit de Davis, l’intérieur est quadrillé de peaux de bêtes : cela permet d'augmenter la température de presque 20 °C. Les Inuits se chauffent aussi en brûlant de la graisse de baleine. Même par une température de −40 °C, le sol à l’intérieur de l’igloo reste à 0 °C.

## Consolidation
Lorsque l'igloo a été occupé pendant quelques heures, la chaleur dégagée par les  occupants fait fondre superficiellement la paroi intérieure qui durcit et solidifie l'abri en le rendant étanche à toute infiltration. Les Inuits disent qu'un tel iglou peut supporter le poids d'un ours polaire. Correctement confectionné, un tel igloo peut facilement supporter le poids d'un être humain. Une fois cette mince couche de glace formée, il est important de pratiquer un trou d'aération.

## Variantes
Pour améliorer le confort d'un igloo, on peut placer à son sommet :
- une plaque de glace au lieu d'un bloc de neige, pour faire entrer la lumière du soleil ;
- un bloc de neige à côté de la vitre ainsi créée, pour y réfléchir la lumière et accroître l'éclairage. On peut également ajouter une fosse à froid.

### Quinzhee
Pour le camping d’hiver et les exercices de survie, il est possible de construire une variété simplifiée d’igloo, le quinzhee (hutte de neige). On empile et tasse soigneusement la neige puis on creuse l'abri depuis l’extérieur, d’abord par un tunnel étroit puis en élargissant la cavité au fur et à mesure qu'on progresse vers le dôme. Toutefois, la neige n'ayant pas la même qualité structurelle que celle utilisée dans les igloos de facture classique, les murs du quinzhee, moins isolants, doivent être plus épais pour empêcher l’humidité et prévenir l'hypothermie.